# Lemna minor
La lenticchia d'acqua (Lemna minor L.) è una pianta acquatica della famiglia delle Aracee. Tra i contadini della pianura padana, dove questa pianta è molto diffusa nei canali o nei fossi per l'irrigazione, è nota con il nome di ranina.

## Descrizione
Lemna minor è una angiosperma, cioè ha il sistema riproduttivo basato sulla produzione di fiori e semi; date le sue dimensioni estremamente esigue, è tra le angiosperme più piccole esistenti.
La pianta consiste in una sola piccolissima foglia, ovale o tondeggiante, galleggiante sull'acqua, che misura mediamente 2-3 mm di lunghezza, da cui si diparte inferiormente un'unica piccola radice, a forma di filo, lunga circa 8 mm, flottante nell'acqua.
La pianta ha una elevatissima velocità di moltiplicazione vegetativa, tale che spesso gli specchi acquei sono completamente colonizzati in superficie da un tappeto unico di decine di migliaia di piantine. La diffusione della pianta, pur essa producendo fiori e semi, non è quindi primariamente dovuta ai semi, ma invece alla estensione della pianta con piccolissime gemme stolonifere, che producono cloni identici dello stesso individuo.

## Distribuzione e habitat
È ampiamente diffusa in Europa, Africa orientale, Asia, Nord America e America centrale. In Italia è comune nella Pianura Padana, in Puglia e in Toscana.
Popola, a volte in maniera infestante, i ristagni d'acqua dolce fino ad una quota di 1800 m. Ricopre spesso la superficie dei fontanili.
Nel territorio della Conca di Bari, in Puglia, la lenticchia d'acqua cresce non di rado nelle pozze d'acqua che si formano sul fondo dei solchi torrentizi (lame) i quali, in occasione di abbondanti piogge, convogliano le acque meteoriche dall'Altopiano delle Murge fino all'Adriatico.

## Specie simili
Molto simile alla lenticchia d'acqua è la lenticchia di palude (Spirodela polyrhiza), la più grande della famiglia che raggiunge i 5 mm e, differentemente dalle altre Lemnoidee che posseggono un'unica radice filamentosa, presenta un ciuffo di radici da cui trarre nutrimento.

## Coltivazione
È allo studio la coltivazione della pianta, in estese colonie, in vasche con flusso di soluzioni acquose reflue (di deiezioni animali), al fine di produrre amido da utilizzare per la produzione di etanolo, sostituendo in modo economicamente vantaggioso il mais: secondo una ricerca condotta da Jiayang Cheng, ingegnere biologico dell'Università di Stato del North Carolina, la quantità di amidi per acro sarebbe fino a cinque volte superiore .

## Acquariofilia
Nel mondo dell'acquariofilia Lemna minor è conosciuta come specie infestante, l'abbondanza di nutrienti in acquario ne favorisce una crescita quasi esponenziale arrivando a ricoprire tutta la superficie dell'acquario e danneggiando l'ecosistema.
Per controllare la popolazione non basta eliminare le piantine con un semplice retino, in questo modo sbarazzarsene definitivamente è difficile perché i piccoli semi saranno sempre presenti in acquario e continueranno a moltiplicarsi.
La soluzione più radicale consiste nel diminuire la popolazione in modo che restino solo esemplari isolati e generare una forte corrente sulla superficie dell'acquario tramite pompe di movimento eliminando in questo modo le condizioni in cui si riproduce e cresce.